# Agrothrips arenicola
Agrothrips arenicola är en insektsart som först beskrevs av Ian A. Hood 1939.  Agrothrips arenicola ingår i släktet Agrothrips och familjen rörtripsar. Inga underarter finns listade i Catalogue of Life.